# Satängfåglar
Satängfåglar (Cnemophilidae) är en liten familj av ordningen tättingar. Familjen består av tre arter i de två släktena Cnemophilus och Loboparadisea med utbredning enbart på Nya Guinea:
Satängfåglar behandlades traditionellt som en del av familjen paradisfåglar. Genetiska studier har dock visat att de är avlägset släkt och utgör en helt egen utvecklingslinje. Det är oklart exakt vilka deras närmaste släktingar är, där studierna gett olika resultat, antingen basalt i Corvoidea,, som systergrupp till vårtkråkor och hihier eller basalt i Passerida nära en grupp som bland annat består av sydhakar och kråktrastar.